# 富格辣
富格辣（義大利語：Francesco Antonio Domenico Fogolla；1839年10月4日—1900年7月9日）是天主教山西北境教区助理主教，在1900年义和团运动时期在山西太原被杀。教宗若望·保禄二世後來將他封圣。
1839年10月4日，富格辣在意大利托斯卡纳穆拉佐的Monterregio出生。父母是Gioacchion和伊丽莎白·法拉利。他於1856年的時候以16岁之齡离俗出家，入方济各会（OFM）；经过7年的学习，他於1863年9月19日在帕尔马晋鐸。1866年12月13日，27岁的他前往中国传教；他於1898年7月18日升为山西北境教区副主教，同年8月24日祝圣。
同年，富格辣前往都灵展览中国文化和艺术；他随后前往法国、比利时和英国为教会募集资金，并征召了年轻的修士和修女一同回到太原。
富格辣回到中国后不久，中国於1900年发生义和团事变，基督徒遭到迫害。7月9日，山西巡抚毓贤下令将艾士杰、富格辣2位主教、神父、修女、教徒以及数十名新教徒於同日在太原山西巡抚衙门前杀死，是为太原教案。富格辣主教被毓贤本人杀害，卒年60岁。1901年1月，新任官员为他们举行了隆重的葬礼。
1946年11月24日，教宗庇护十二世將富格辣主教宣福。2000年10月1日，教宗若望·保禄二世将他与百余位同时期在华死难者冊封为圣人。